# Exposition (Literatur)
Die Exposition (lateinisch expositio ‚Darlegung‘, ‚Darstellung‘) ist ein wesentlicher Bestandteil eines Romans oder Theaterstückes (Dramas). Der Begriff bezeichnet die wirkungsvolle Einführung des Zuschauers in Grundstimmung, Ausgangssituation, Konflikte, Zustände, Zeit, Ort und Figuren des Stückes und bereitet für das Verständnis wichtige Voraussetzungen vor, die zeitlich auch deutlich vor Beginn der eigentlichen Bühnenhandlung liegen können.
Manfred Pfister definiert Exposition als „die Vergabe von Informationen über die in der Vergangenheit liegenden und die Gegenwart bestimmenden Voraussetzungen und Gegebenheiten der unmittelbar dramatisch präsentierten Situationen“ und unterscheidet zwischen initialen und sukzessiv integrierten Expositionen. Im Klassischen Drama ist die Exposition meist als Protasis in die Handlung des 1. Aktes / 1. Auftrittes integriert und wird durch das Erregende Moment abgeschlossen.
Man erkennt eine Wiederholung einer Exposition meistens durch Doppelstrich oder Wiederholungszeichen.

## Beispiele
Ein populäres Beispiel für eine Exposition ist der Helenamonolog „Bewundert viel und viel gescholten“ am Beginn der Helenatragödie im zweiten Teil von Goethes Faust. In der englischen Literatur gilt der Monolog Richards in Shakespeares Richard III als bekanntestes Beispiel eines Planungsmonologs verbunden mit der Selbstcharakterisierung des Protagonisten. In der moderneren deutschsprachigen Literatur gilt der erste Satz aus Max Frischs Biedermann und die Brandstifter als gutes Beispiel: „Nicht einmal eine Zigarre kann man heutzutage anzünden, ohne an Feuersbrunst zu denken … das ist ja widerlich -“